# Augochloropsis pomona
Augochloropsis pomona är en biart som först beskrevs av Holmberg 1903.  Augochloropsis pomona ingår i släktet Augochloropsis och familjen vägbin. Inga underarter finns listade.